# Митинская (Красноборский район)
Митинская — деревня в Красноборском районе Архангельской области. Входит в состав Белослудского сельского поселения.

## География
Находится в юго-восточной части Архангельской области на расстоянии приблизительно 1 км на восток-северо-восток по прямой от административного центра поселения деревни Большая Слудка у берега старицы на правобережье Уфтюги.

## История
Деревня была отмечена в 1939 году.

## Население
Численность населения: 20 человек (русские 100 %) в 2002 году, 17 в 2010.